# قدامة (اسم)
قدامة هو اسم علم مذكر من أصل عربي، ومعناه هو الخلاف الحديث، أصلها قدام، وزيدت التاء للبلاغة الجريء المقدام المتقدم السابق الماضي في الأمر، وقدامة بن جعفر (ت 337 هـ) يضرب به المثل في البلاغة.

## شخصيات تحمل الاسم
- قدامة الملاح (1949 – 1999)
- قدامة بن جعفر (أديب عراقي، 873 – 948)
- قدامة بن مظعون (صحابي من السابقين الأولين)

## وصلات خارجية
- موسوعة السلطان قابوس لأسماء العرب نسخة محفوظة 5 أبريل 2019 على موقع واي باك مشين.